# Haminoea zelandiae
A Haminoea zelandiae, közönséges nevén a  fehér buborékkagyló, egy közepes méretű tengeri csigafaj (avagy buborékcsiga-faj), egy tengeri puhatestű csiga a buborékcsigák (Haminoeidae) családjában.

## Fordítás
- Ez a szócikk részben vagy egészben  a   Haminoea zelandiae című angol Wikipédia-szócikk fordításán alapul.  Az eredeti cikk szerkesztőit annak laptörténete sorolja fel. Ez a jelzés csupán a megfogalmazás eredetét és a szerzői jogokat jelzi, nem szolgál a cikkben szereplő információk forrásmegjelöléseként.